# Aileu (Gemeinde)
| Munisípiu Aileu (tetum) Município de Aileu (port.) |                  |            |
| Emblem der Gemeinde Aileu                          |                  |            |
| Bergdorf in der Gemeinde Aileu                     |                  |            |
| Daten                                              |                  |            |
| Hauptstadt                                         | Aileu            | Aileu      |
| Fläche                                             | 735,94 km²       | 735,94 km² |
| Einwohnerzahl (2022)                               | 54.324           | 54.324     |
| Zahl der Haushalte (2022)                          | 9.383            | 9.383      |
| ISO 3166-2:                                        | TL-AL            | TL-AL      |
| Verwaltungsämter                                   | Einwohner (2022) | Fläche     |
| Aileu                                              | 26.208           | 320,99 km² |
| Laulara                                            | 7.022            | 66,73 km²  |
| Lequidoe                                           | 7.800            | 49,2 km²   |
| Remexio                                            | 13.294           | 210,86 km² |
| Karten                                             |                  |            |
| Übersichtskarte der Gemeinde Aileu                 |                  |            |
| Administrative Aufteilung                          |                  |            |

Aileu ist eine Gemeinde von Osttimor. Die administrative Verwaltungseinheit wurde erst in den letzten Jahren der portugiesischen Kolonialzeit geschaffen. Hauptstadt der Gemeinde ist das gleichnamige Aileu im Suco Seloi Malere.

## Name
Aileu bedeutet in der lokalen Sprache Mambai „gebogener Baum“.
Nach einer Legende wuchs die Wurzel eines Banyan-Feigenbaums ohne Ast oder Blatt. Dieser Baum wuchs zu einer verdrehten Form heran, die wie ein Stuhl aussah, und diese einzigartige Form machte ihn berühmt und gab der Gemeinde schließlich ihren Namen. Heutzutage ist dieser Stuhl aus Holz auch das Symbol der Gemeinde Aileu. Ein kleines Monument mit einem aus Wurzeln geformten „A“, das an die dahinterliegenden Legende erinnern soll, befindet sich im Suco Liurai.

## Geographie

### Lage und Gliederung

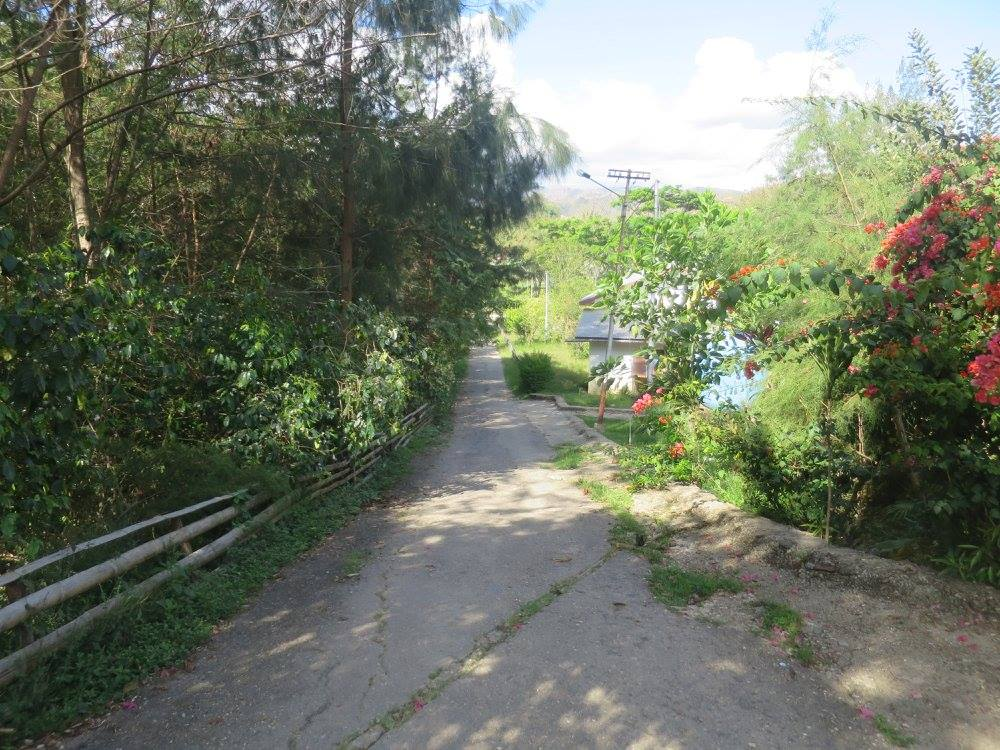
Nahe der Kirche der Stadt Aileu

Aileu liegt im Hochland des Nordwesten von Osttimor und ist eine der beiden Gemeinden ohne Zugang zum Meer. Die Gemeinde hat eine Fläche von 735,94 km². Die bergige Landschaft liegt zwischen 350 und 1500 m über dem Meeresspiegel. Aileu grenzt im Norden an die Gemeinde Dili, im Osten an Manatuto, im Südosten an Manufahi, im Süden an Ainaro, im Westen an Ermera und im Nordwesten an Liquiçá. Die meisten Flüsse gehören zum System des Nördlichen Laclós, der westlich von Aileu vorbeifließt. Im Nordwesten fließen einige Flüsse nach Westen in den Lóis, während aus Laulara einige temporäre Flüsse nach Norden die Gemeinde Dili durchqueren, darunter der Rio Comoro.
Die Gemeinde teilt sich in die vier Verwaltungsämter Aileu, Laulara, Lequidoe und Remexio, die wiederum in 33 Sucos und 139 Aldeias unterteilt werden.

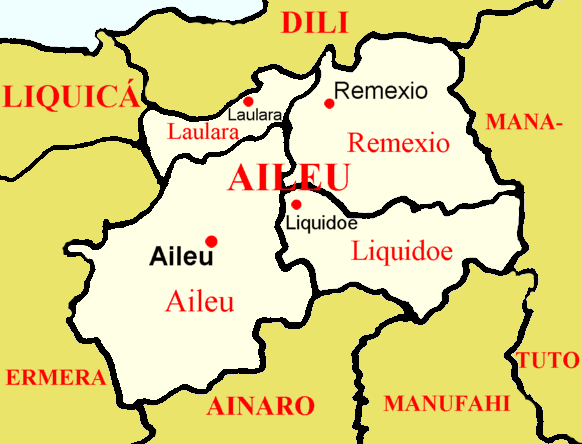
Ortschaften in Aileu
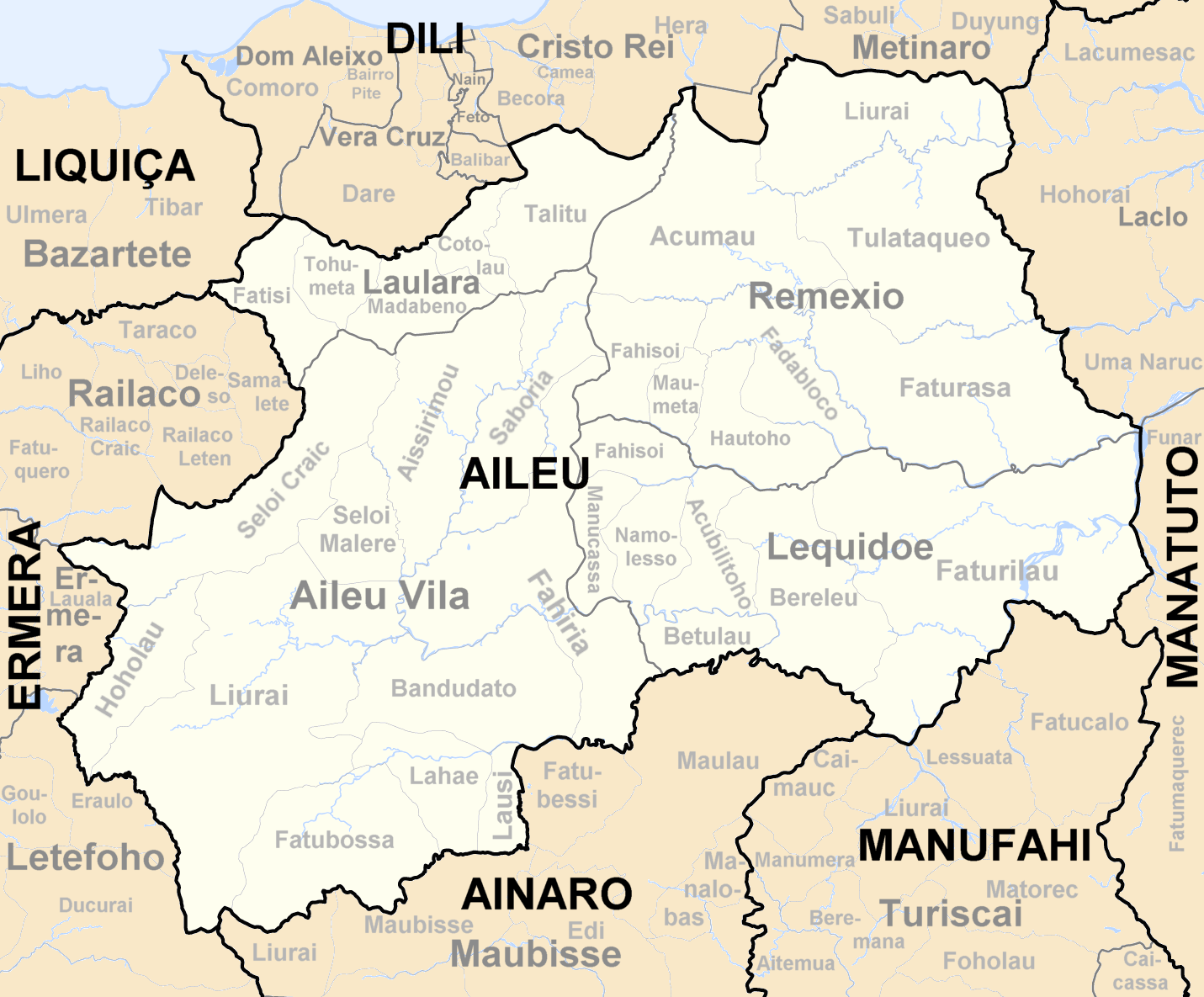
Administrative Grenzen 2003–2015
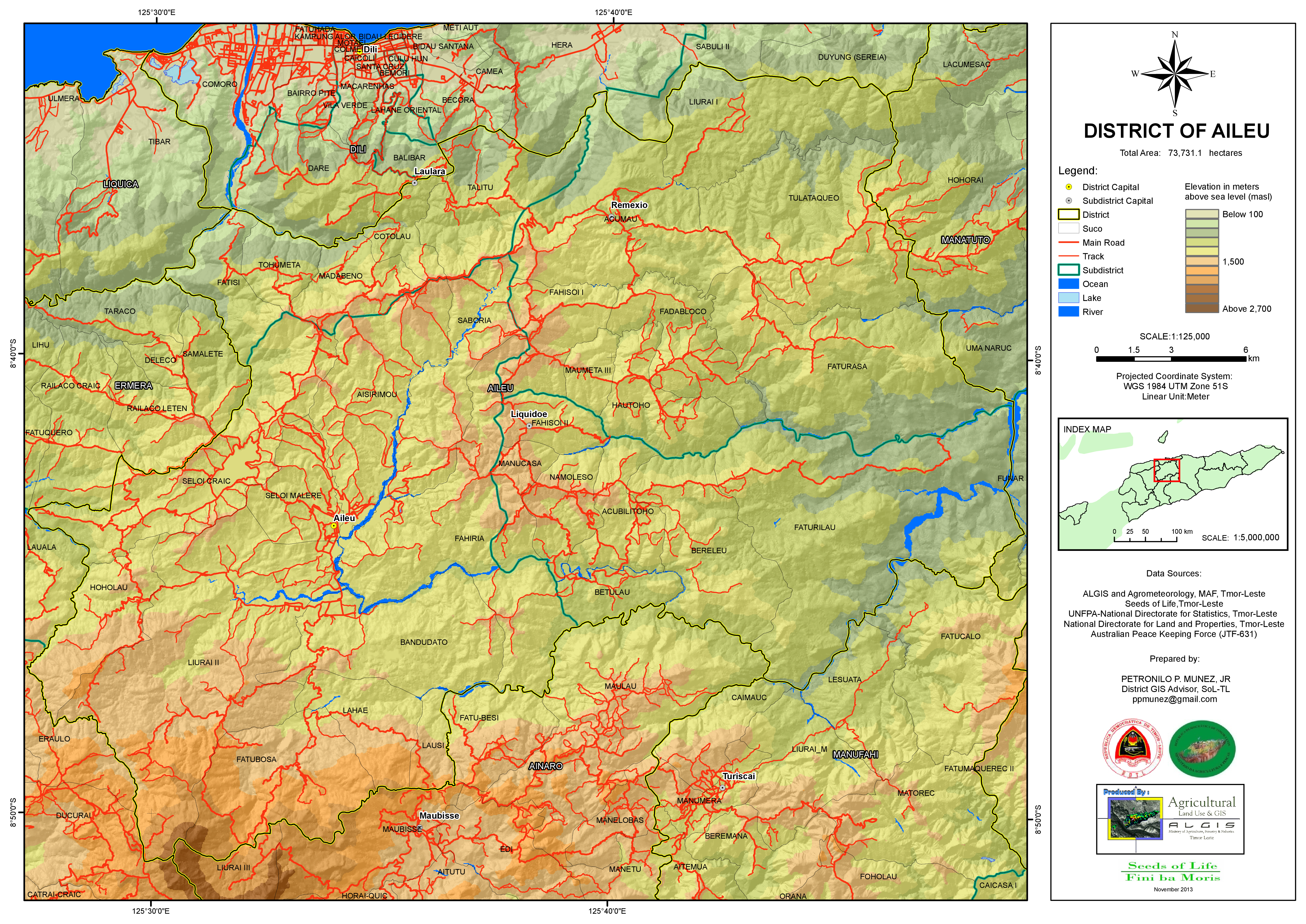
Straßennetz und Topographie

### Klima
Traditionell werden in Aileu vier Jahreszeiten unterschieden. Von Mitte Oktober bis April ist Regenzeit, Mai und Juni herrscht die kalte Jahreszeit. Der Juli und der August sind sehr windig und die Trockenzeit findet zwischen Mitte August und Mitte Oktober statt. Die Durchschnittstemperaturen sind aufgrund der Höhe deutlich niedriger und die Luftfeuchtigkeit geringer als an den Küstenregionen Osttimors. Als Höchsttemperatur wird 29 °C erreicht, nachts kann die Temperatur auf bis zu 4 °C sinken.

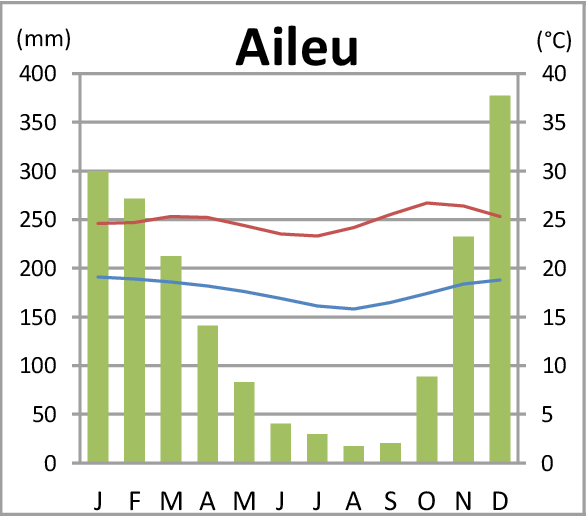
Klimadiagramm von Aileu
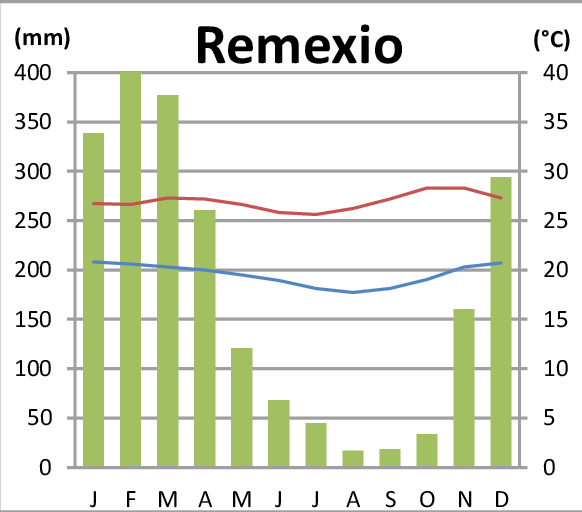
Klimadiagramm von Remexio

### Entfernungen
| Entfernungen [km] |       |         |          |         |
| Ort               | Aileu | Laulara | Lequidoe | Remexio |
| Aileu             |       | 35      | 13       | 30      |
| Laulara           | 35    |         | 40       | 15      |
| Lequidoe          | 13    | 40      |          | 25      |
| Remexio           | 30    | 15      | 25       |         |

Die Stadt Aileu liegt von der Landeshauptstadt Dili 47 Kilometer entfernt.

## Einwohner

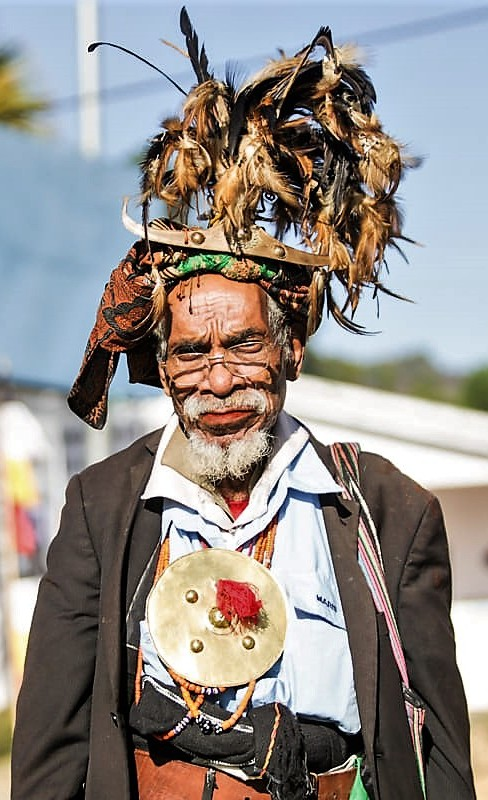
Würdenträger aus der Gemeinde (2022)

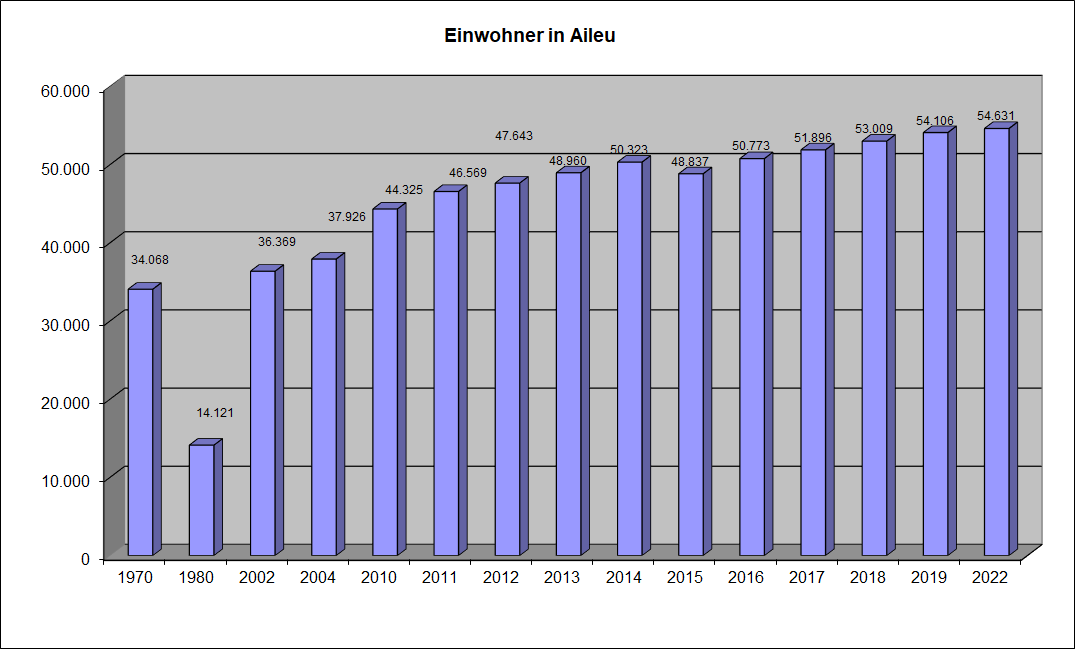
Entwicklung der Einwohnerzahl in Aileu

In Aileu leben 54.324 (Zensus 2022; Zensus 2015: 48.837 Einwohner). Von den Einwohnern sind 28.093 Männer und 26.231 Frauen. Mit einem Geschlechterverhältnis von 107 Männern auf 100 Frauen ist in Aileu der Anteil der männlichen Bevölkerung von allen Gemeinden Osttimors am zweitgrößten. Fast die Hälfte der Bevölkerung lebt im Verwaltungsamt Aileu, am dichtesten besiedelt ist Laulara mit 106,2 Einwohnern pro Quadratkilometer (2010, 2004: 90). Zwischen 2015 und 2022 lag das jährliche Bevölkerungswachstum bei 1,5 %. Der Landesdurchschnitt liegt bei 1,8 %. Zwischen 1990 und 2004 wuchs die Zahl der Einwohner Aileus jährlich noch um 3,08 %. 2.921 Einwohner Aileus wohnen in einer urbanen Umgebung. Sie leben in den Sucos Seloi Malere und Liurai.
2017 waren 26.942 Einwohner 19 Jahre oder jünger. Der Altersdurchschnitt lag bei 19,0 Jahren. 2010 waren es noch 17,7 Jahre. Noch 2004 bekamen die Frauen in Aileu durchschnittlich in Osttimor die meisten Kinder und Aileu hatte eine der höchsten Fruchtbarkeitsraten der Welt. Das Verwaltungsamt Remexio hielt mit 9,92 Kindern pro Frau landesweit die Spitze, Laulara lag auf Platz zwei mit 9,90 Kindern. Im Verwaltungsamt Aileu waren es noch 9,25 und in Liquidoe „nur“ 7,88 Kinder pro Frau.

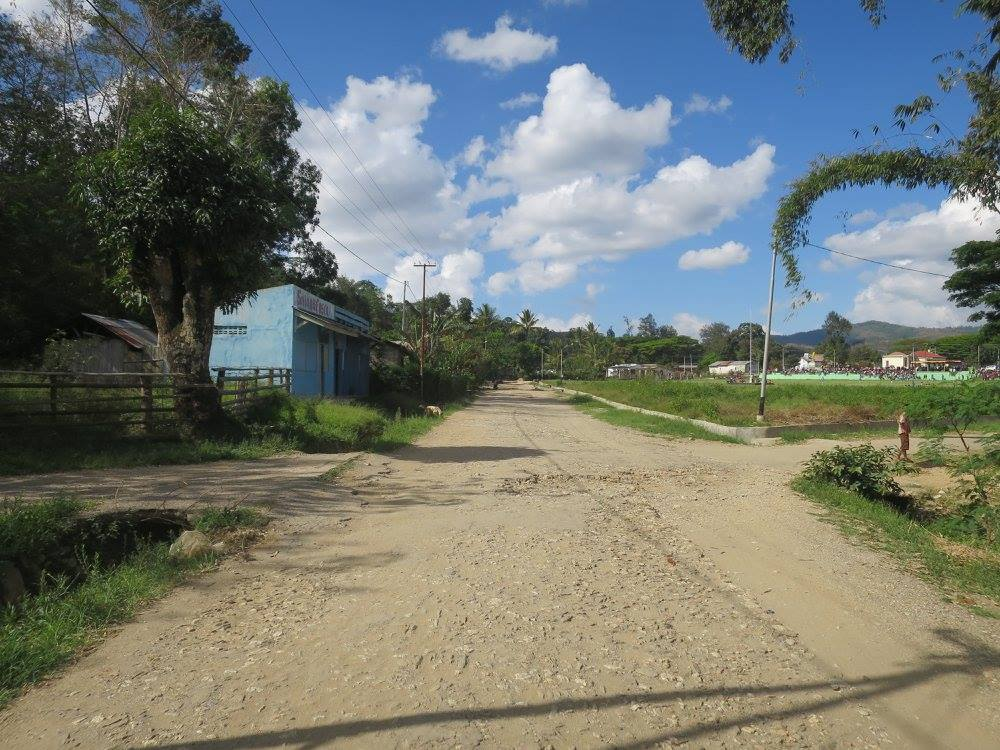
Am Sportplatz der Stadt Aileu

68,8 % (2015) der Bevölkerung in der Gemeinde spricht als Muttersprache die Nationalsprache Mambai. In Acumau und Talitu gibt es eine Minderheit von Lolein-Sprechern (1,1 % der Bevölkerung in der Gemeinde). Der Rest spricht hauptsächlich Tetum, vor allem den Dialekt Tetum Prasa (29,0 %). Im Nordosten, an der Grenze zu Manatuto wurde früher traditionell auch Galoli gesprochen. Bei der Volkszählung von 2015 gaben aber nur noch elf Bewohner der Gemeinde an, Galoli als Muttersprache zu haben. Berücksichtigt man auch die Zweitsprachen, so sprachen 2015 95,0 % Tetum, 29,3 % Bahasa Indonesia, 34,4 % Portugiesisch und 15,1 % Englisch.
2015 waren 92,1 % der Einwohner Katholiken, was deutlich unter dem Landesdurchschnitt liegt. Darüber liegen die Anteile von Protestanten mit 7,3 % und der Anhänger der traditionellen, animistischen Religion Timors mit 0,4 %. Der alte Glauben hat noch immer einen starken Einfluss. In einigen Dörfern, wie Hohulo und Erhetu, gibt es noch praktizierende, spirituelle Zentren.
Von den Einwohnern, die drei Jahre oder älter sind, besuchten 2015 43,4 % eine Schule. 30,9 % hatten die Schule verlassen. Nie eine Schule besucht haben 24,5 %. Der Anteil Letzterer liegt in Aileu unter dem Landesdurchschnitt. Es gibt auch mehr Schüler. 4,7 % der Einwohner haben allerdings nur die Vorschule besucht, ein Drittel die Grundschule. Weiterführende Schulen haben knapp ein weiteres Drittel der Einwohner abgeschlossen. Ein Diplom oder abgeschlossenes Studium können nur 4,4 % vorweisen; im Landesdurchschnitt sind es 7,0 %. Die Analphabetenrate betrug 2015 14,7 % (Frauen: 14,3 %; Männer: 15,1 %). 2004 lag sie noch bei 60,9 %. 2017 gab es in Aileu 608 Lehrer an 93 öffentlichen und 13 privaten Schulen für 15.869 Schüler.
| Schulbildung | Schulbildung  | Schulbildung   | Schulbildung        |  | Schulabschluss | Schulabschluss | Schulabschluss | Schulabschluss | Schulabschluss          | Schulabschluss | Schulabschluss |
|              | in der Schule | Schule beendet | nie in einer Schule |  | Vorschule      | Grundschule    | Prä- Sekundär  | Sekundär       | Diplom/Fach- hochschule | Universität    | Kein Abschluss |
| Frauen       | 43,1 %        | 28,1 %         | 27,6 %              |  | 4,6 %          | 31,8 %         | 14,1 %         | 14,2 %         | 0,5 %                   | 3,2 %          | 0,8 %          |
| Männer       | 43,7 %        | 33,5 %         | 21,6                |  | 4,7 %          | 37,3 %         | 13,4 %         | 14,1 %         | 0,6 %                   | 4,3 %          | 0,7 %          |
| gesamt       | 43,4 %        | 30,9 %         | 24,5 %              |  | 4,7 %          | 34,6 %         | 13,7 %         | 14,1 %         | 0,6 %                   | 3,8 %          | 0,7 %          |

## Geschichte

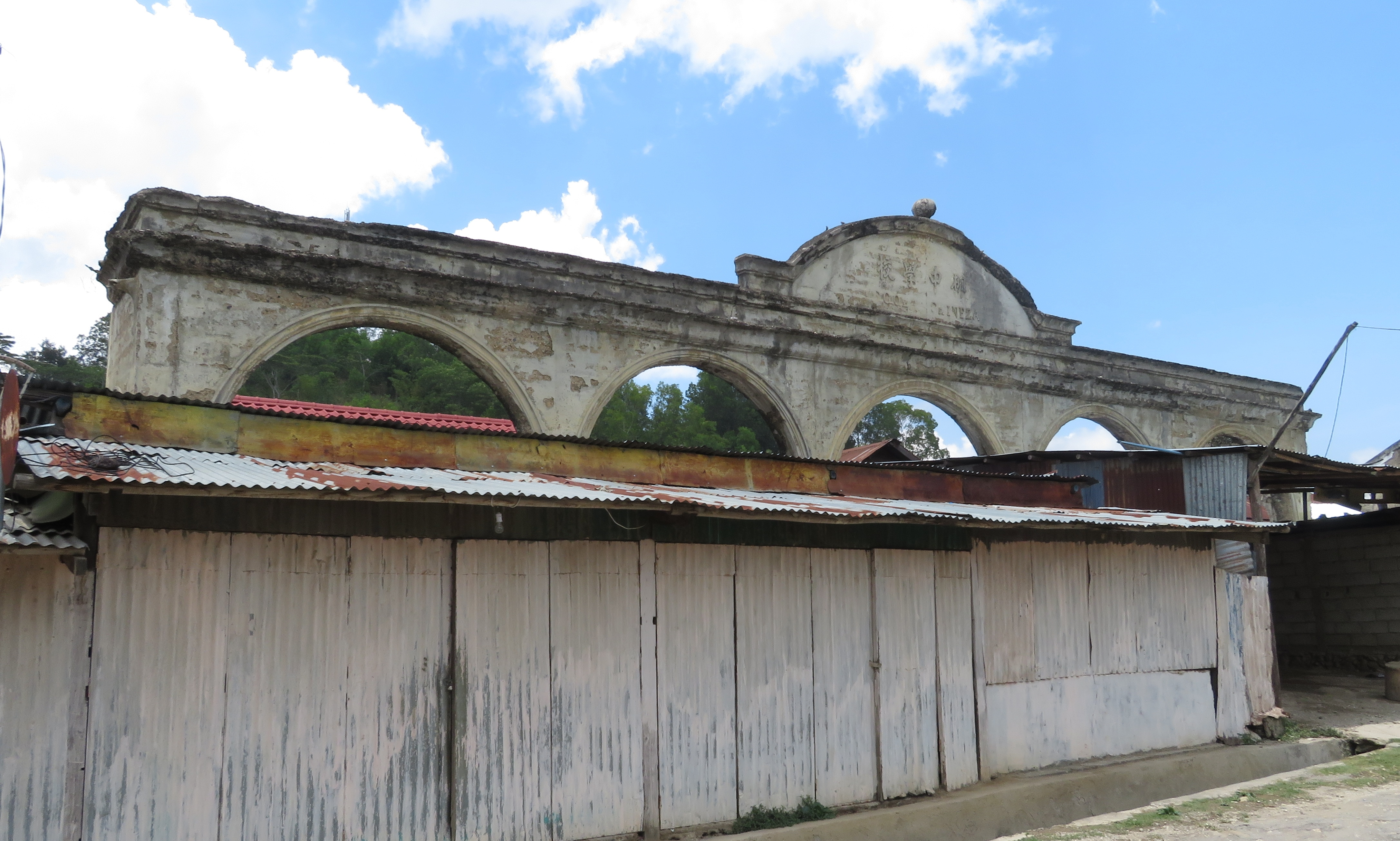
Ruine der Chinesischen Schule (2016)

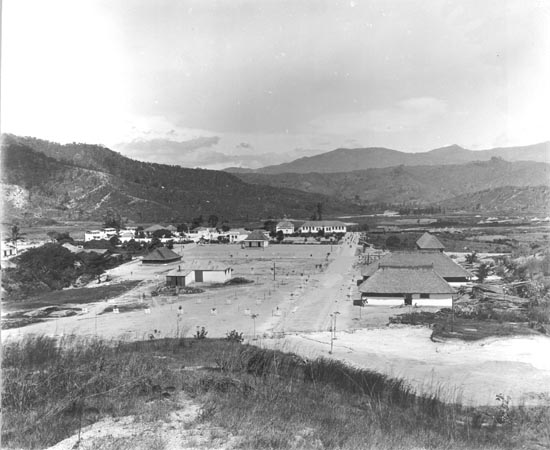
Blick auf das damalige Vila General Carmona (vor 1940), heute Aileu

Südöstlich vom Ort Aileu lag das Reich von Dailor, eines der vielen traditionellen Reiche Timors, die von einem Liurai regiert wurden. Es erscheint, ebenso wie Caimau und Failacôr, auf einer Liste von Afonso de Castro, einem ehemaligen Gouverneur von Portugiesisch-Timor, der im Jahre 1868 47 Reiche aufführte. Im Januar 1894 schloss Dailor mit Portugal einen schriftlichen Vertrag über seinen Vasallenstatus gegenüber der Kolonialmacht.
Failacôr wurde unter Gouverneur José Celestino da Silva (1894–1908) von den Portugiesen aufgelöst. Sein Territorium wurde auf Caimau, Laclo und Turiscai verteilt. Die Region Carahil sollte zum Reich Motael zugeschlagen werden, doch die Bevölkerung verweigerte dies. So wurde aus Carahil ein eigenständiges Gebiet, das von einem Militärkommandant verwaltet wurde. Da sich die staatliche Plantage Granja Remexio in Carahil befand, erhielt das Gebiet den Namen Remexio.
1903 brach in Aileu eine Revolte gegen die Portugiesen aus, die aber schnell niedergeschlagen wurde. 1912 diente Aileu als portugiesische Basis während der Rebellion von Manufahi.
Zwischen 1942 und 1945 besetzten die Japaner Portugiesisch-Timor. Am 20. August 1942 wurde der Ort Aileu von 300 Colunas Negras, timoresischen Verbündeten der japanischen Invasoren, besetzt. Am 31. August töteten sie fünf portugiesische Soldaten und vier weitere Portugiesen, Beamte und Missionare. Japan schob diesen, wie auch andere Vorfälle, auf „eine Gruppe Westtimoresen“, die sich im Osten ansiedeln wollten und von Portugiesen misshandelt worden wären. An das Massaker erinnert noch heute eine Gedenkstätte in der Hauptstraße. Dieses Denkmal blieb während der indonesischen Besatzungszeit unangetastet.
Von 1934 bis 1945 gehörte Aileu zum Verwaltungsbezirk Suro. 1946 wurde es dem Kreis (conselho) Dili zugeordnet. Erst am 1. Juli 1973 wurde der Kreis Aileu mit Aileu, Remexio, Lequidoe und Laulara gegründet.

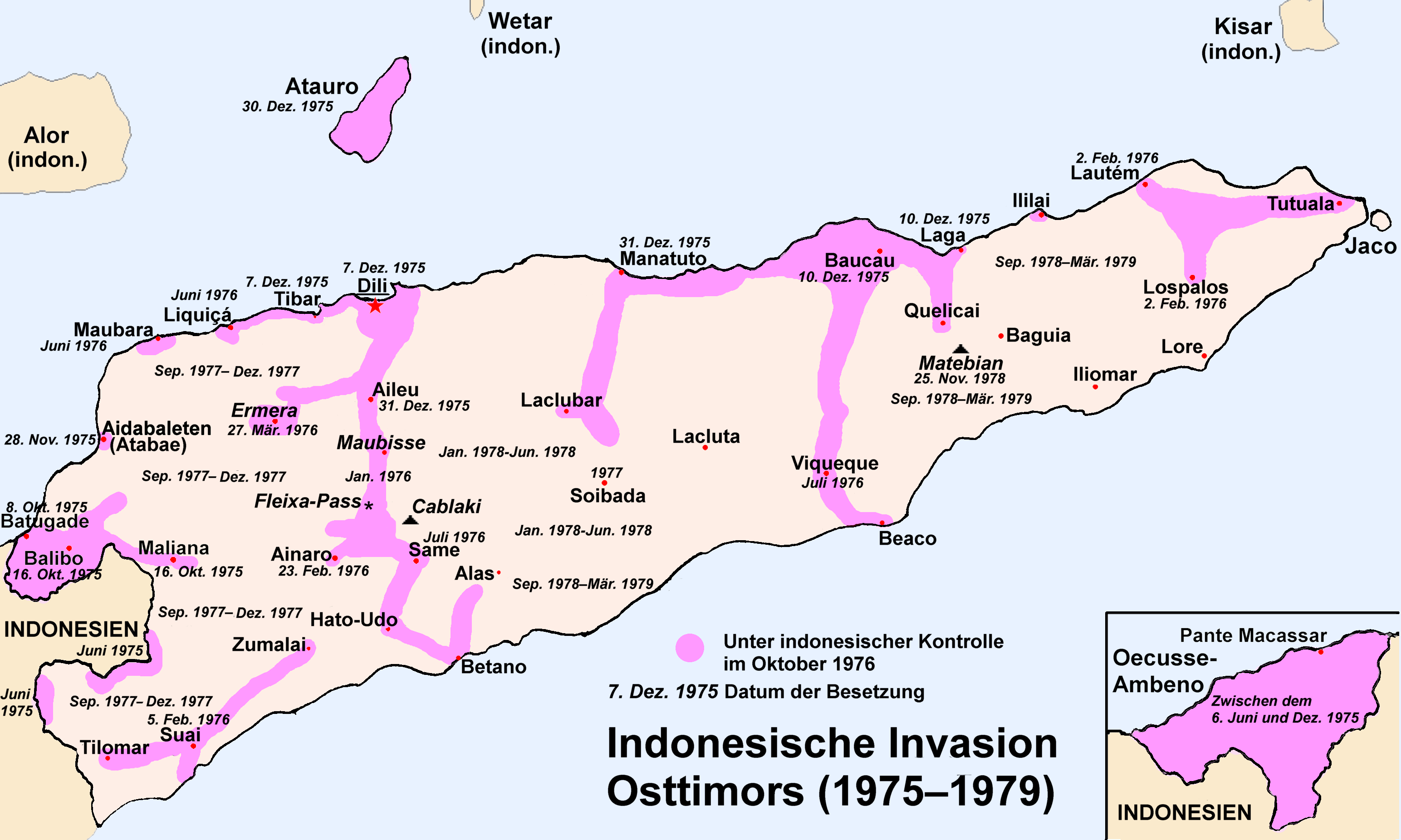
Verlauf der indonesischen Invasion (1975–1979)

Aileu war 1975 eines der Zentren der Unabhängigkeitspartei FRETILIN. Hier versammelten sich die FRETILIN-Führer nach dem Putschversuch der UDT am 11. August, um zum Gegenschlag auszuholen. Nach der indonesischen Invasion, wenige Monate später, flohen viele Bewohner der Stadt Aileu, die am 31. Dezember von den Indonesier besetzt wurde, in die Berge. Die Ortschaften der Region blieben mehrere Jahre unbewohnt. Zunächst waren nur die Umgebung der Stadt Aileus und die Überlandstraßen nach Dili, Gleno/Ermera und Maubisse besetzt. In Remexio entstand eine base de apoio in der die geflohene Zivilbevölkerung von der Widerstandsbewegung FALINTIL angesiedelt wurde. Ab September 1977 drang die indonesische Armee in den Westen Aileus vor und besetzte ihn vollständig bis Februar 1978. Zwischen Mai und Juni 1978 fiel auch der Osten Aileus unter indonesischer Kontrolle. Die Basis in Remexio wurde zerstört, die Menschen auseinandergetrieben oder gefangen genommen. Während der Besatzungszeit wurden Einwohner der Region um Maubisse in den damaligen Distrikt Aileu umgesiedelt. Es kam daher zu Spannungen zwischen Alteingesessenen und Neusiedlern. Die Situation war zudem explosiv, da die Bewohner Maubisse und Aileu bereits zuvor traditionell verfeindet waren.
Nach dem Referendum von 1999, bei dem sich die Bevölkerung für die Unabhängigkeit von Indonesien aussprach, kam es landesweit zu Gewaltausbrüchen durch pro-indonesischen Milizen. In Aileu waren die Zerstörungen besonders schlimm in den damaligen Subdistrikten Liquidoe und Laulara. Auch die Hauptstadt Aileu wurde schwer in Mitleidenschaft gezogen. Nur wenige Gebäude blieben unzerstört. Wasser- und Stromversorgung war im gesamten Distrikt Aileu zerstört und etwa 5000 Menschen waren nach Westtimor geflohen. Schließlich wurde die internationale Eingreiftruppe INTERFET entsandt und Osttimor unter UN-Verwaltung gestellt. Kämpfer der osttimoresischen Widerstandsbewegung FALINTIL wurden in der Stadt Aileu bis Februar 2001 kaserniert. Danach begannen 600 der Kämpfer mit einer Ausbildung zu Soldaten der neuen Verteidigungskräfte Osttimors (F-FDTL).
Zwisc bis hen 2006 und 2008 war Aileu eine der Regionen, wo Rebellenführer Alfredo Alves Reinado sich mit seinen Männern verbarg, bis er bei einem Attentat auf die Staatsführung am 11. Februar 2008 getötet wurde. Die Rebellenbewegung löste sich daraufhin auf.
2014 wurden die Distrikte in ganz Osttimor in „Gemeinden“ und die Subdistrikte in „Verwaltungsämter“ umgewandelt.

## Politik

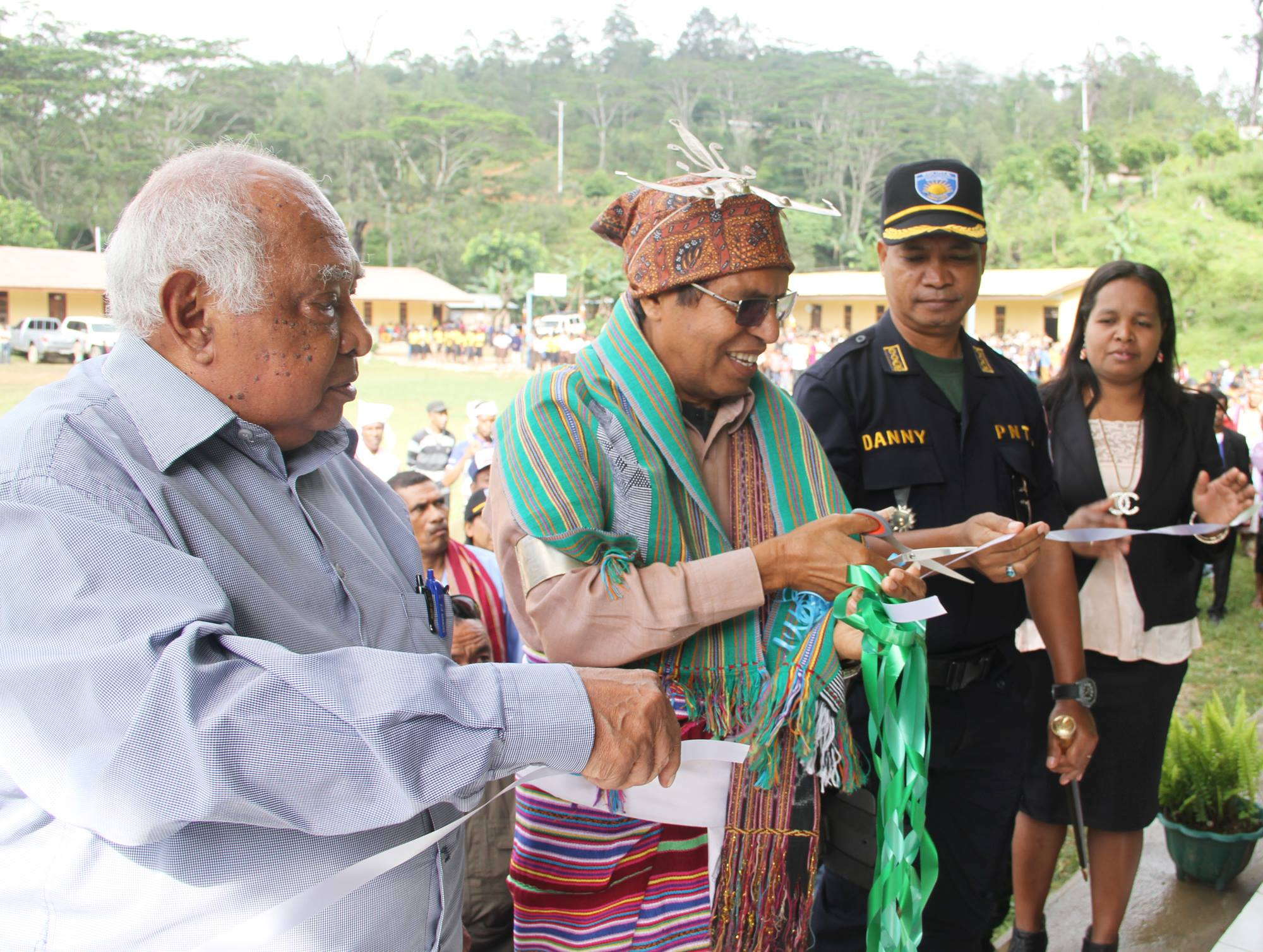
Martinho A. S. Matos und Präsident Taur Matan Ruak in Madabeno (2015)

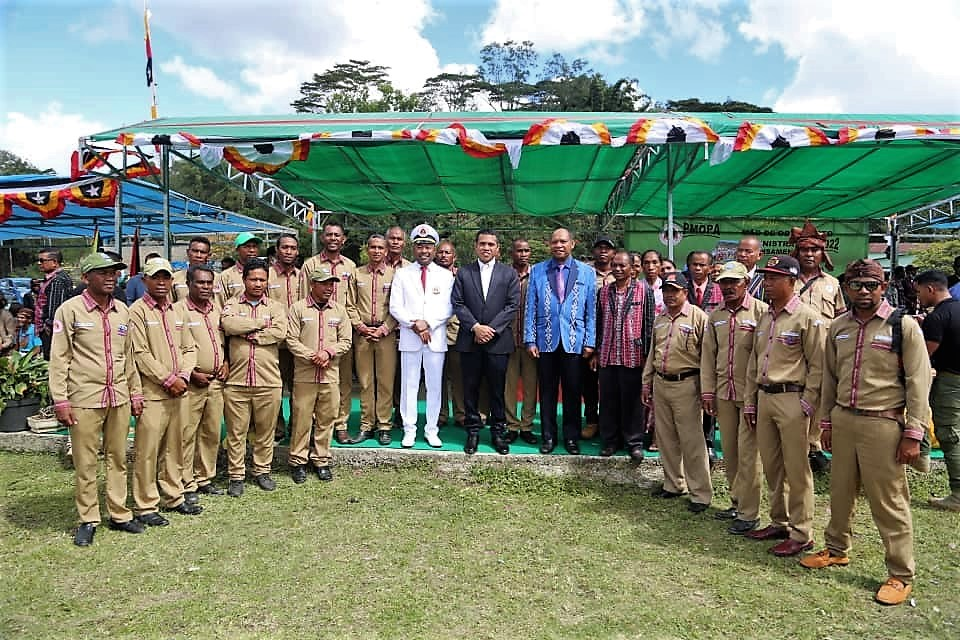
Minister Carvalho mit Administrator Conceição und den Chefes de Suco der Gemeinde (2022)

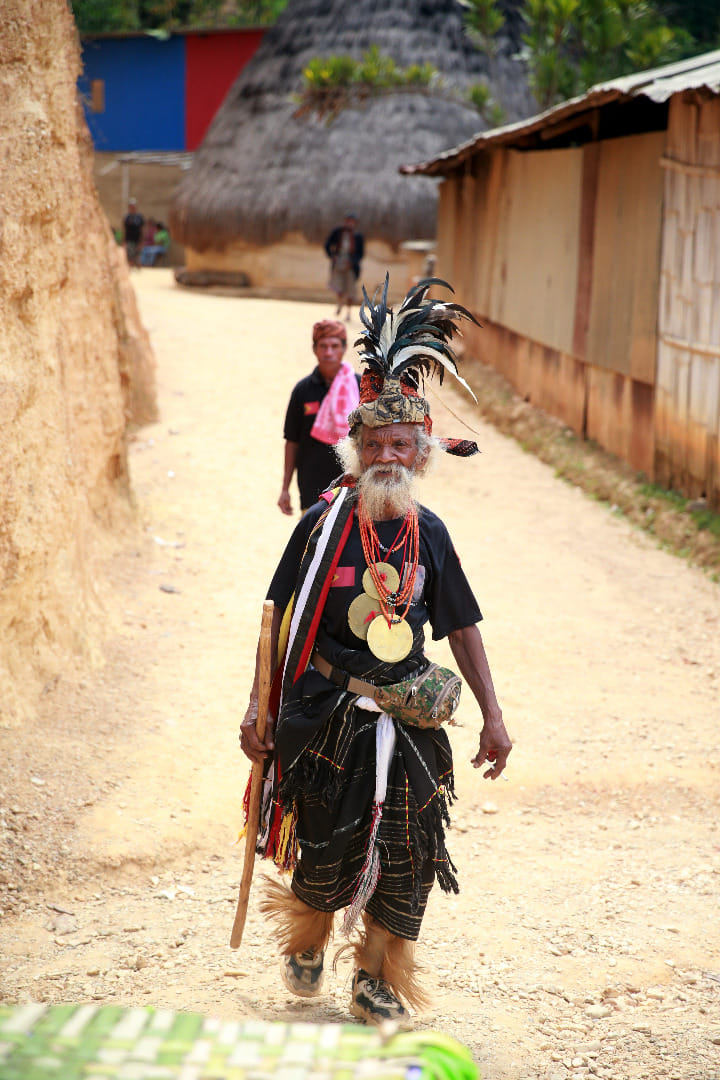
Würdenträger in traditioneller Tracht in Kabasfatin

Der Präsident der Gemeindeverwaltung (Presidente Autoridade Município) wird von der Landesregierung in Dili ernannt. Das Amt hat seit 2024 João Bosco dos Santos inne.
Bei den Wahlen zur verfassunggebenden Versammlung, aus der später das Nationalparlament hervorging, gewann die FRETILIN in Aileu mit 21,15 % die meisten Stimmen, so dass sie das damalige Direktmandat erhielt. Bei den Parlamentswahlen 2007 gelang es der Coligação ASDT/PSD mit 46,4 % der Stimmen in Aileu stärkste Kraft zu werden. Bei den Parlamentswahlen 2012 erhielt der Congresso Nacional da Reconstrução Timorense (CNRT) 52,5 %. Nur in Aileu gelang es dem CNRT bei dieser Wahl die absolute Mehrheit in einem der damaligen Distrikte zu holen. 2017 blieb der CNRT stärkste Kraft in Aileu mit 40,9 %. Bei den vorgezogenen Neuwahlen 2018 konnte die Aliança para Mudança e Progresso (AMP), der der CNRT nun angehörte, 59,6 % der Stimmen auf sich vereinen.
Bei der ersten Runde der Präsidentschaftswahlen 2007 konnte Francisco Xavier do Amaral von der ASDT in Aileu 64,9 % der Stimmen auf sich vereinen, schied aber als landesweit Viertplatzierter aus. In der zweiten Runde gewann der parteilose José Ramos-Horta 93,9 %. 2012 gewann Ramos-Horta in Aileu den ersten Wahlgang, schied aber als landesweit Drittplatzierter aus. Die zweite Runde ging in Aileu an den Wahlsieger Taur Matan Ruak mit 70,8 %. Bei den Präsidentschaftswahlen 2017 holte in Aileu der landesweite Sieger Francisco Guterres von der FRETILIN die meisten Stimmen. 2022 wiederum wieder José Ramos-Horta in der Stichwahl gegen Guterres.

## Symbole

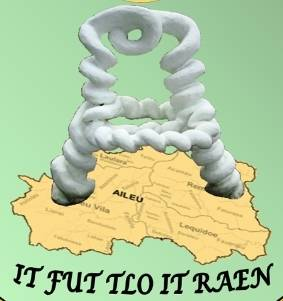
Logo Aileus mit dem Wurzel-A und einer Karte aus der Wikipedia als Grundlage

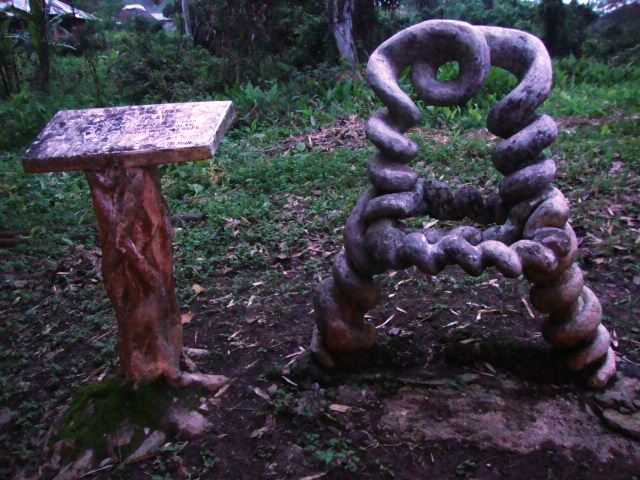
Ein „A“ aus einer Wurzel geformt. Skulptur in Aileu

Das Emblem Aileus ist seit 2014 im Gebrauch, ein grüner Kreis in dem acht Hände Früchte und Gemüse zusammentragen. Jedes Händepaar steht für eines der Verwaltungsämter der Gemeinde. Das Motto ist in Mambai gehalten. Es bedeutet: „Zusammen Aileu aufbauen für eine bessere Zukunft – Arbeiten wie ein Sklave, essen wie ein König“. Daneben wird gerne als Symbol Aileus Bezug auf die Bedeutung des Gemeindenamens mit einem aus verdrehten Wurzeln geformtes „A“ genommen.

## Wirtschaft

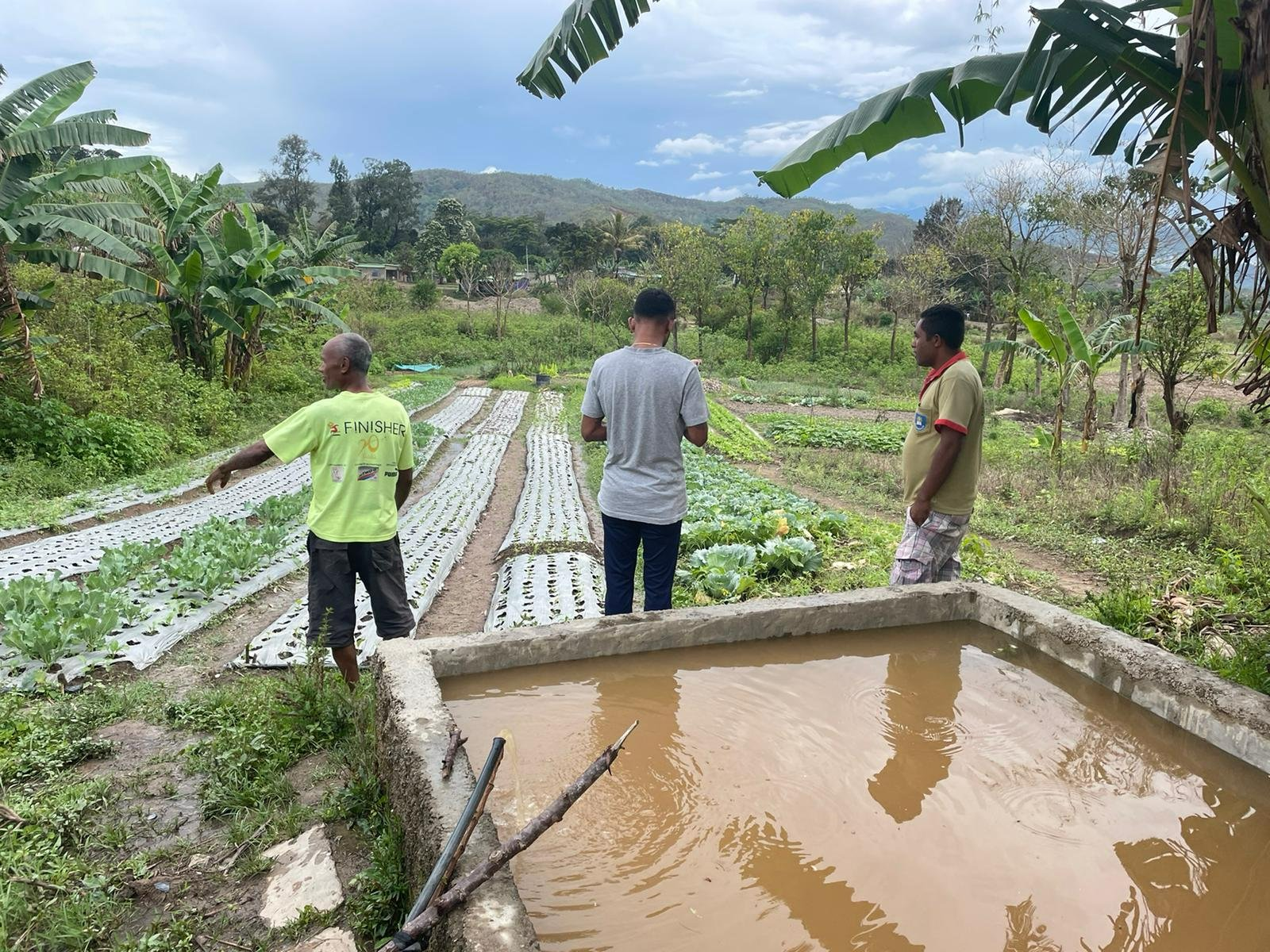
Gartenbau in Saboria

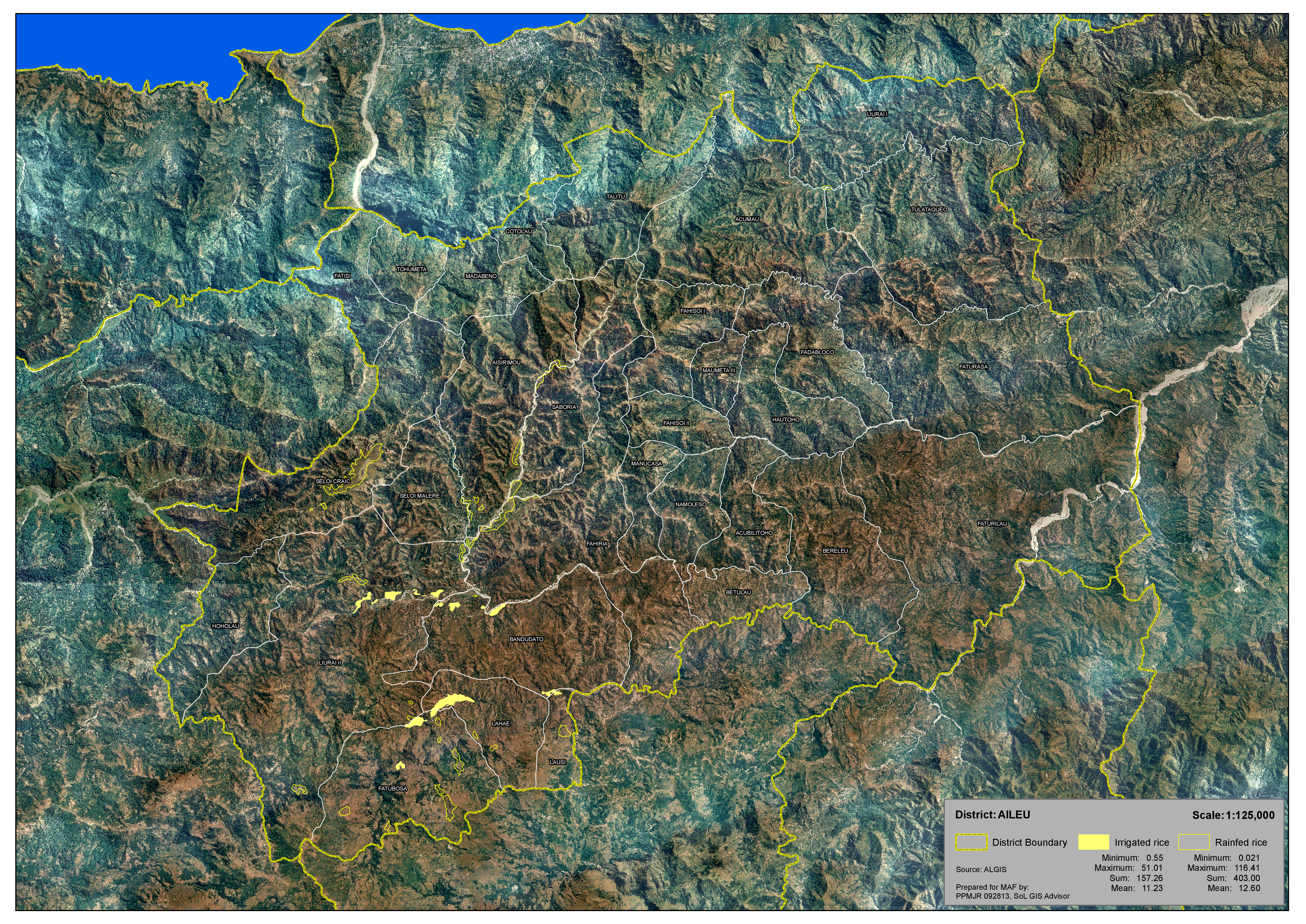
Reisanbaugebiete in Aileu

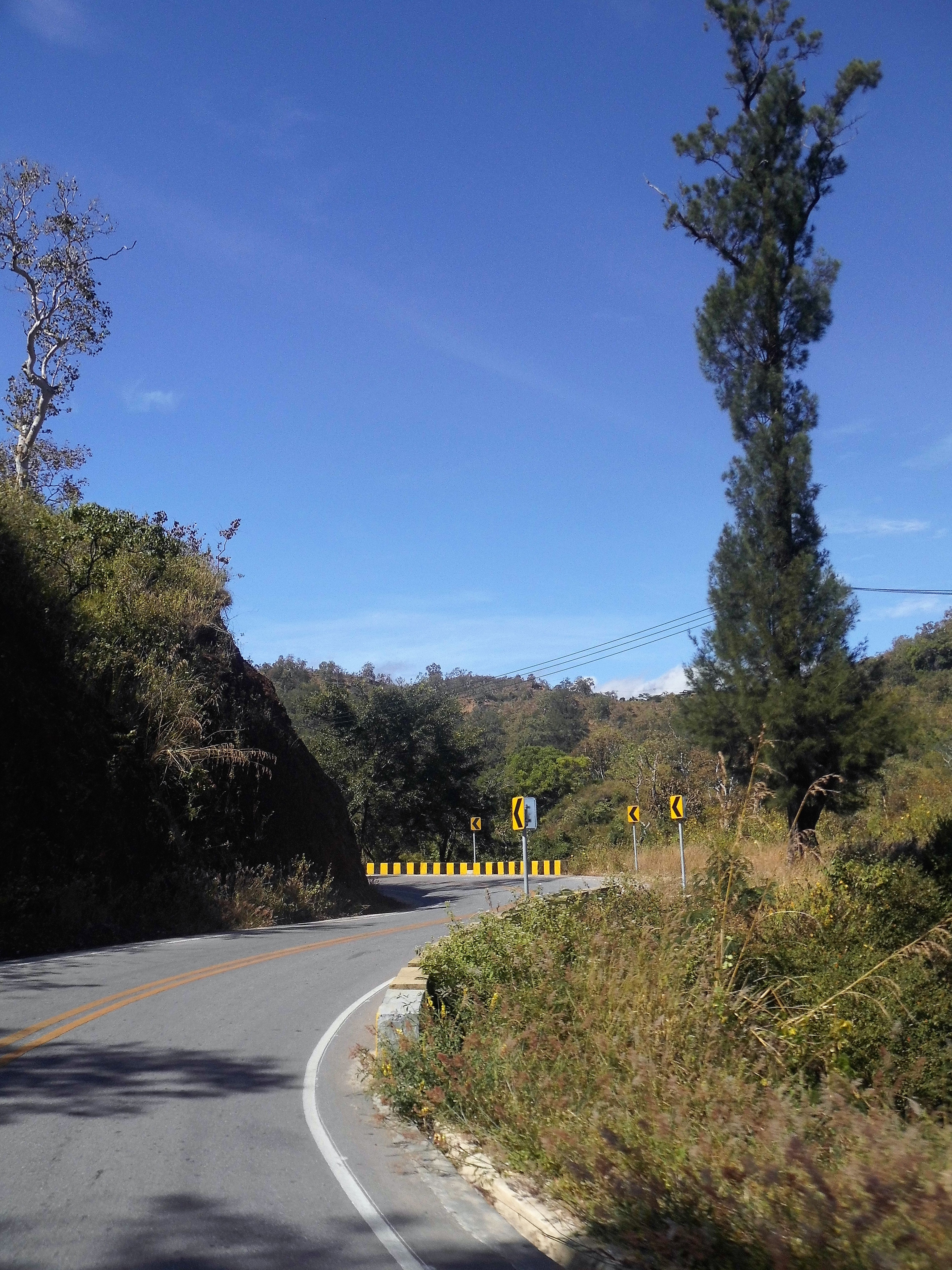
Ausgebaute Straße zwischen Dili und Maubisse

Laut der Volkszählung von 2010 arbeiten 51 % aller Einwohner, die zehn Jahre oder älter sind (Landesdurchschnitt: 42 %). 1 % sind arbeitslos (5 %). Da es keine Industrie gibt, betreiben 83,7 % der Haushalte Ackerbau, 95,3 % Viehzucht. Hauptsächlich wird für den Eigenbedarf angebaut. Als Handelsgut werden Kaffee, Orangen, Mangos und andere Früchte kultiviert. 69 % der Familien in der Gemeinde bauen Kaffee an, womit Aileu eines der Zentren des timoresischen Kaffeeanbaus ist. An der Spitze finden sich hier die Verwaltungsämter Laulara und Ailleu. Verkauft wird die Kaffeeernte an die Cooperativa Café Timor (CCT). Wichtigste Nahrungspflanze ist Maniok, der von 79 % der Haushalte angebaut wird (Produktion 2008: 2.940 t). Maniok wird kurz vor Beginn der Regenzeit auf Brandrodungsflächen angepflanzt und braucht je nach Region Aileus ein bis drei Jahre, bis er zu Beginn der Trockenzeit geerntet wird.
Ebenso bauen 79 % der Haushalte Mais (753 t) an. Hier wird zu Beginn der Regenzeit gesät. Die schnellwachsende Art wird dann bereits in der Mitte der Regenzeit geerntet, die langwachsende Art erst gegen Ende.
Im Verwaltungsamt Aileu wird Reis (931 t) durch Bewässerung in den Flusstälern angebaut (20 % aller Haushalte in der Gemeinde). Zentren sind hier der Fluss Daisoli und das Aileuflusssystem im Suco Seloi Craic. Während man in Seloi Craic nur eine Ernte, je nach Sorte, im Juni und Juli einfährt, kann man in Sarin im Januar auch Reis ernten, der über die Trockenzeit herangereift ist.
Über die Regenzeit wachsen zudem Straucherbsen, Süßkartoffeln und Erdnüsse. Daneben erntet man noch Kokosnüsse, Bohnen und andere Gemüse und Obstsorten (insgesamt 2.342 t). Als Haustiere halten die Menschen hauptsächlich Hühner (2010: 23.687 in 76 % der Haushalte) und Schweine (12.638, 82 %). Daneben auch Ziegen (5.928,40 %), Rinder (4.697, 31 %), Pferde (2.462, 24 %), Wasserbüffel (1.782, 12 %) und Schafe (830, 3 %).
Aufgrund von Dürre, Ungeziefer und Pflanzenkrankheiten kam es 2007 in Osttimor zu akuten Nahrungsmangel, der vor allem im damaligen Distrikt Aileu lange anhielt. 2008 verursachten starke Regenfälle, wie bereits 2001, weitere Einbußen bei der Ernte.
Wirtschaftlich nutzbare Waldgebiete gibt es in der Gemeinde nicht. Letzte Bestände finden sich noch in Tälern und an Hängen der Verwaltungsämter Laulara und Remexio. In Remexio gibt es letzte Reste von Sandelholzbeständen, die in früheren Jahrhunderten das Hauptexportgut der Insel Timor waren. Ansonsten finden sich Bäume nur noch als Schattenspender von Kaffeepflanzungen. Die Einwohner benutzen das Holz als Baumaterial und Brennmaterial, was die Entwaldung weiter vorantreibt. Wiederaufforstungsprogramme sind begonnen. Bodenschätze werden in Aileu nicht gefördert, abgesehen von Ton für Keramik und Ziegel. In Liquidoe gibt es ein nicht erschlossenes Marmorvorkommen.
Der lokale Radiosender ist Radio Communidade Rai Husar (Radio Aileu) auf FM 97,1 MHz. Der FRETILIN-Sender Radio Maubere ist von Ainaro aus auf FM 97,9 MHz zu empfangen.

## Persönlichkeiten
- Alberto Ricardo da Silva (1943–2015), Bischof
- José Pacheco Soares (* 1970), Politiker
- Henrique da Costa (* 1972), Polizist
- Abel de Conceição, (* 1978), osttimoresischer Beamter
- Ramos Maxanches (* 1994), Fußballspieler
- Nelson Viegas (* 1999), Fußballspieler

## Belege
- Ministerium für Staatsverwaltung und Territorialmanagement
- Aileu District Development Plan 2002/2003 (englisch, PDF-Datei; 1,07 MB)
- Profil des Distrikts August 2013 (tetum, PDF-Datei)